# Temoac, Morelos
Temoac là một đô thị thuộc bang Morelos, México. Năm 2005, dân số của đô thị này là 12438 người.